# Вікові дерева модрини
Вікові́ дере́ва модри́ни — дерева модрини європейської, ботанічна пам'ятка природи місцевого значення в Україні.

## Розташування
Модрини зростають поблизу села Драганівка Тернопільського району Тернопільської області, у кварталі 49, виділі 3 Теребовлянського лісництва Тернопільського держлісгоспу, в межах лісового урочища «Буцнів».
У тому ж кварталі неподалік є Тернопільська діброва.

## Пам'ятка
Вікові дерева модрини оголошені об'єктом природно-заповідного фонду рішенням Тернопільської обласної ради від 18 березня 1994 року. Перебувають у віданні ДП «Тернопільське лісове господарство».

## Характеристика
Площа — 0,02 га.
Під охороною — 2 дерева модрини європейської віком близько 100 р. і діаметром 74 і 91 см, цінних у науково-пізнавальному й естетичному значеннях.